# Ottaviano
Ottaviano là một đô thị ở tỉnh Napoli ở vùng Campania, cách khoảng 20 km east of Napoli. Tại thời điểm ngày 31 tháng 12 năm 2004, đô thị này có dân số 23.572 người và diện tích là 19,8 km².
The city of Ottaviano bao gồm frazioni (đơn vị cấp dưới, chủ yếu là thôn làng) Furchi, San Gennarello, and Zabatta.
Ottaviano giáp các đô thị: Boscotrecase, Ercolano, Nola, San Gennaro Vesuviano, San Giuseppe Vesuviano, Somma Vesuviana, Terzigno, Torre del Greco, Trecase.
Ottaviano bị phá hủy nặng trong trận phun trào của núi Vesuvius gần đó. Ngày nay thành phố này nằm giữa Vườn quốc gia Vesuvius.